# Pedro Marchetta
Jorge Pedro Marchetta (Lomas de Zamora, 13 de abril de 1942 - Villa Carlos Paz, 7 de abril de 2022) fue un futbolista y entrenador argentino. Su paso como jugador abarcó casi una década en el fútbol de su país, en Chile y en Ecuador. Como director técnico ostenta una larga trayectoria, que se vio interrumpida por problemas de salud que volcaron su decisión a no continuar en la profesión. Mientras jugaba en Racing se recibió de Tenedor de Libros

## Trayectoria

### Como jugador

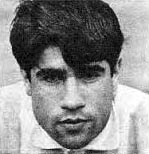
Marchetta con la casaca de Racing Club.

Inició su trayectoria como futbolista en el Racing Club de Avellaneda. Con el equipo albiceleste disputó dos temporadas, incluyendo su participación en la Copa Libertadores 1962. Continuó su derrotero por Gimnasia y Esgrima La Plata (también dos temporadas), Los Andes, Santiago Morning de Chile y Deportivo Quito de Ecuador, cerrando su carrera en Ever Ready de Dolores.

### Como entrenador
Sus equipos jugaron en general un fútbol que respetó el buen juego, con posesión y buen trato de balón; se puede decir que próximo a la escuela Menottista. A fines de los '90 cambió a un juego más eficientista, reconociéndolo al declarar que se había cruzado de vereda.
Comenzó su dilatada trayectoria en la conducción técnica en el club de su ciudad natal, Los Andes, en el año 1983. Tomó al conjunto milrayitas luego de un flojo comienzo en el Campeonato de Primera B, por entonces segunda división del fútbol argentino. Marchetta enderzó el rumbo del equipo y logró llevarlo a la final del octogonal por el segundo ascenso a Primera División, cayendo ante Chacarita Juniors.
En 1984 fue contratado por Racing de Córdoba, iniciando así una relación muy especial con la Docta, dado que dirigiría a varios de los clubes de dicha ciudad, al punto de radicarse en ella posteriormente. Dirigiendo al Racing córdobés consiguió un meritorio cuarto puesto en el Metropolitano 1984, la mejor ubicación del club en este tipo de torneos, y la segunda mejor campaña tras el subcampeonato conseguido en el Nacional 1980.
Su buen rendimiento al frente de la institución cordobesa atrajo la mirada de Rosario Central, club que había perdido la categoría en dicho campeonato. El presidente canalla Víctor Vesco contrató a Marchetta con la idea de retornar a la A rápidamente. Se armó un equipo con base en los juveniles del club, sumando algunos refuerzos pedidos por el entrenador. Central consiguió realizar una gran campaña, obteniendo el título y el ascenso directo a Primera División. Lo hizo con una diferencia de 11 puntos sobre el subcampeón, en época en la que se otorgaban dos puntos por triunfo. Además logró 11 victorias consecutivas entre las fechas 12 y 23. Una vez obtenido el ascenso, dejó el club.
Continúa su carrera en Vélez Sarsfield, teniendo un breve paso. Luego se hace cargo de la conducción de Talleres, Belgrano y nuevamente Racing de Córdoba. Con el Pirata disputa la primera temporada (1986/87) de la Primera B Nacional, llegando a la final por el segundo ascenso a Primera División, y cayendo ante Banfield. Con la Academia cordobesa dirige nuevamente en Primera, logrando mantener la categoría en un dramático desempate ante Unión de Santa Fe, triunfando en penales 5-4 luego de haber igualado en un gol, partido que se disputó en La Bombonera.
Entre noviembre de 1988 y abril de 1989 tuvo un fugaz paso por Instituto, en lo que fue su único paso como entrenador por dicho club cordobés. Ese mismo año llega a Racing de Avellaneda, club que lo había formado como futbolista. Continúa su derrotero en Platense, con el que consigue buenas campañas, llamando la atención de Independiente. Con el Rojo logra una racha de 22 partidos invicto, con 15 victorias y 7 empates; pero algunos malos resultados posteriores y su vinculación con Racing hicieron que su relación con los hinchas no fuera la mejor y terminó dejando Avellaneda.
En 1994 comenzó su segundo ciclo en Rosario Central. Llegó a un equipo canalla necesitado de puntos para evitar el descenso; nuevamente haciendo base en los futbolistas juveniles del club, consigue enderezar el rumbo del equipo, peleando hasta las últimas fechas el título del Clausura 1994, que quedó en manos de Independiente. Armó un gran mediocampo con Omar Palma jugando como mediocampista central, pero no para cortar el juego rival, sino para generar fútbol a partir de una mayor posesión de balón. Completaban la línea media Roberto Molina, Vitamina Sánchez y Kily González. Acompañaba una efectiva delantera compuesta por Marcelo Delgado y Darío Scotto, a quien conocía de Platense. A mediados de 1995 deja el canalla y firma nuevamente en Racing de Avellaneda. Este paso fue breve y en 1996 se hace cargo de la conducción de Belgrano. Participa en la temporada 1996/97, en la cual el Pirata desciende a la B Nacional. En dicha categoría continúa su carrera, dirigiendo a Los Andes. En 1999 toma nuevamente el cargo en Platense, aunque este ciclo es reducido, no pudiendo sacar al Calamar de la espiral que lo llevó a perder la categoría.
En 2001 tiene un paso por Independiente Rivadavia de Mendoza, en el fútbol de ascenso. En el primer semestre de 2002 vuelve a Racing de Córdoba para intentar salvarlo de descender desde la B Nacional al Argentino A; en un increíble encuentro disputado la última fecha del torneo, el equipo cordobés iguala en dos goles con Platense, provocándose el descenso de ambos equipos. Entre 2002 y 2003 entrena a Deportivo Quito, club del que había sido futbolista. Con este equipo consigue llegar al hexagonal final en 2002. En 2004 retorna a Belgrano, para dirigirlo en la B Nacional. Deja el club luego de un entredicho con la barra del Pirata. En ese mismo 2004 (deja el cargo para asistir a un familiar por cuestiones de salud) y en 2005 lleva adelante dos ciclos al frente de Barcelona Sporting Club, siendo su última experiencia como entrenador.
Durante 2006 comienza a sufrir problemas de salud que lo llevan a alejarse de la actividad; años más tarde fue asesor futbolístico de Instituto de Córdoba por un breve período.
A fines del año 2016 publicó su autobiografía.
Falleció el 7 de abril de 2022 seis días antes de cumplir 80 años.

## Clubes

### Como jugador
| Club                        | País      | Año       |
| --------------------------- | --------- | --------- |
| Racing Club                 | Argentina | 1962-1963 |
| Gimnasia y Esgrima La Plata | Argentina | 1964-1965 |
| Los Andes                   | Argentina | 1966      |
| Santiago Morning            | Chile     | 1969      |
| Deportivo Quito             | Ecuador   | 1970      |
| Ever Ready (Dolores)        | Argentina | 1971      |

### Como entrenador
| Club                               | País      | Año       |
| ---------------------------------- | --------- | --------- |
| Los Andes                          | Argentina | 1983      |
| Racing de Córdoba                  | Argentina | 1984      |
| Rosario Central                    | Argentina | 1985      |
| Vélez Sarsfield                    | Argentina | 1986      |
| Talleres                           | Argentina | 1986      |
| Belgrano                           | Argentina | 1987      |
| Racing de Córdoba                  | Argentina | 1987-1988 |
| Instituto Atlético Central Córdoba | Argentina | 1989      |
| Racing Club                        | Argentina | 1989-1990 |
| Platense                           | Argentina | 1991-1992 |
| Independiente                      | Argentina | 1992-1993 |
| Rosario Central                    | Argentina | 1994-1995 |
| Racing Club                        | Argentina | 1995      |
| Belgrano                           | Argentina | 1996-1997 |
| Los Andes                          | Argentina | 1997-1998 |
| Platense                           | Argentina | 1999      |
| Independiente Rivadavia            | Argentina | 2001      |
| Racing de Córdoba                  | Argentina | 2002      |
| Deportivo Quito                    | Ecuador   | 2002-2003 |
| Belgrano                           | Argentina | 2004      |
| Barcelona                          | Ecuador   | 2004-2005 |

## Palmarés

### Como entrenador

#### Campeonatos nacionales
| Título    | Equipo          | País      | Año  |
| --------- | --------------- | --------- | ---- |
| Primera B | Rosario Central | Argentina | 1985 |